# Internationale Cricket-Saison 1975
Die internationale Cricket-Saison 1975 fand zwischen Mai 1975 und September 1975 statt. Als Sommersaison wurden vorwiegend Heimspiele der Mannschaften aus Europa ausgetragen.

## Überblick

### Internationale Touren
| Beginn        | Heimteam | Auswärtsteam | Resultate | Artikel |
| Beginn        | Heimteam | Auswärtsteam | Test      | Artikel |
| ------------- | -------- | ------------ | --------- | ------- |
| 10. Juli 1975 | England  | Australien   | 0–1 [4]   | Artikel |

### Internationale Turniere
| Beginn       | Turnier                | Land    |
| ------------ | ---------------------- | ------- |
| 7. Juni 1975 | Cricket World Cup 1975 | England |

## Nationale Meisterschaften
Aufgeführt sind die nationalen Meisterschaften der Full Member des ICC.
| Land    | First-Class                | List A            |
| ------- | -------------------------- | ----------------- |
| England | County Championship 1975   | Gillette Cup 1975 |
|         | John Player League 1975    |                   |
|         | Benson and Hedges Cup 1975 |                   |